# EAA AirVenture Oshkosh

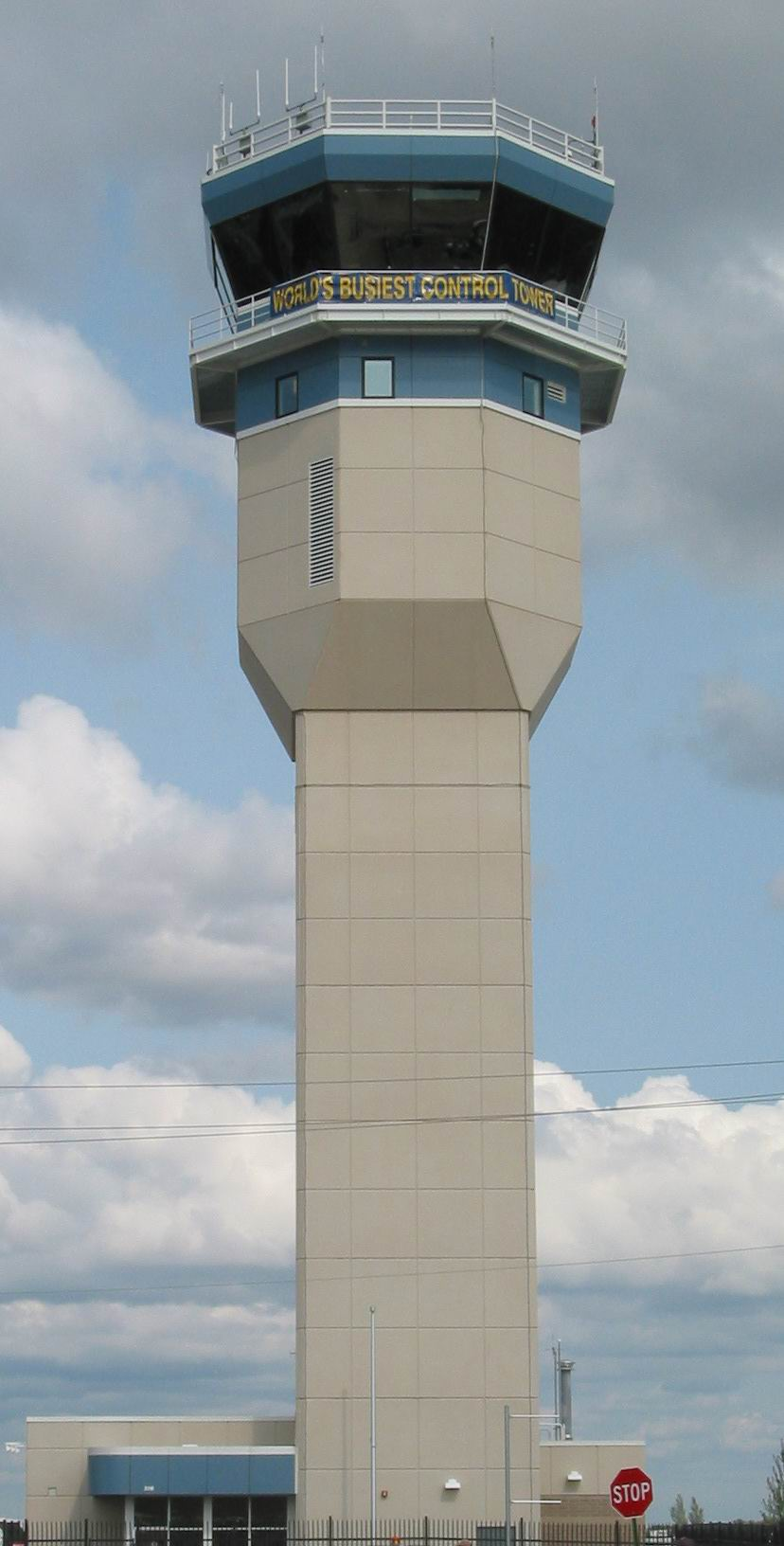
World's Busiest Control Tower während der AirVenture.

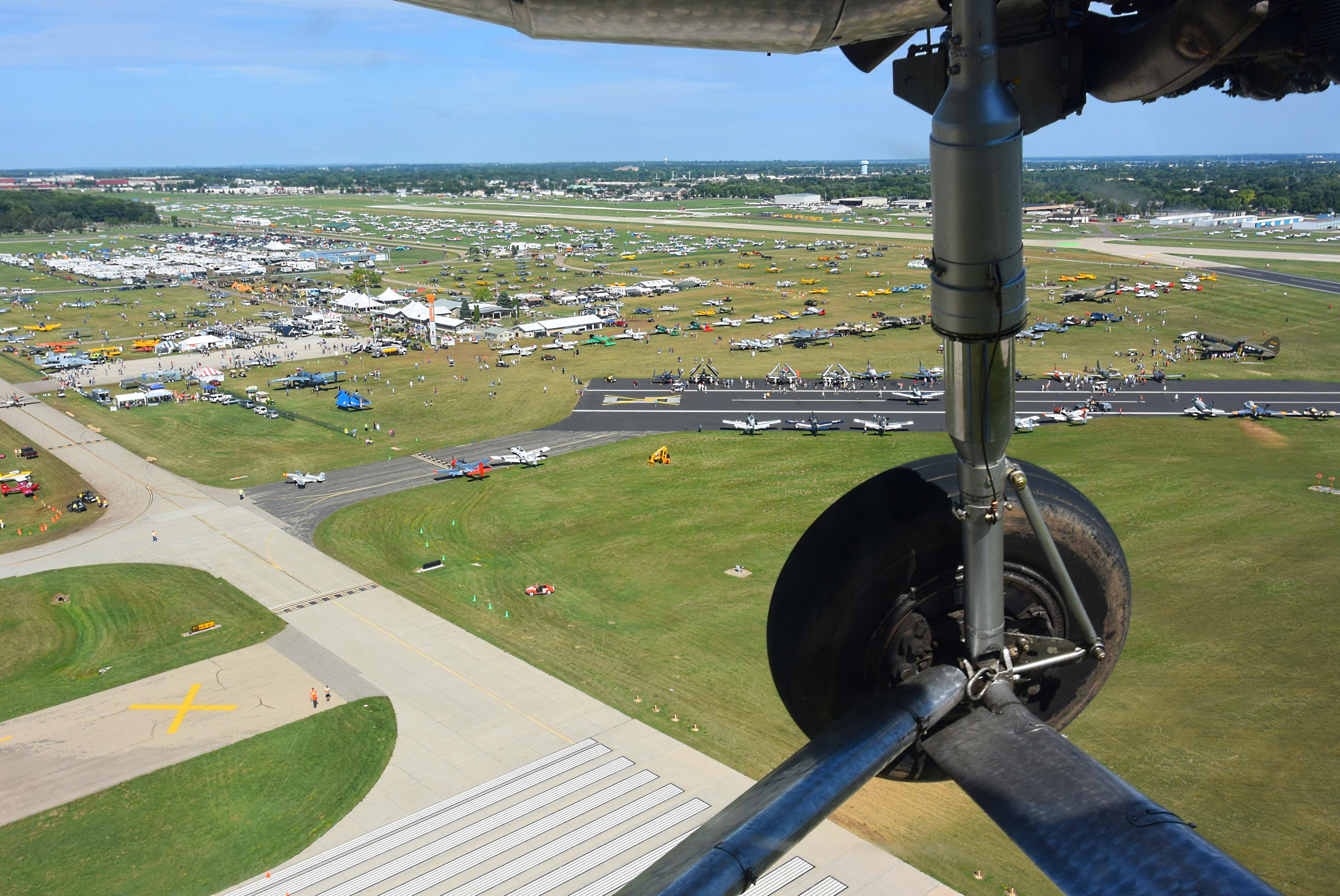
EAA AirVenture Oshkosh 2016 - Wittman Airport

Die EAA AirVenture Oshkosh (oft: Oshkosh Airshow) ist eine siebentägige, jährlich ab dem letzten Montag im Juli am Wittman Regional Airport in Oshkosh (Wisconsin) veranstaltete Flugshow. Veranstalter ist die Experimental Aircraft Association.
Das erste von der EAA veranstaltete Luftfahrttreffen fand 1953 in Milwaukee statt. Ab 1959 fanden diese Treffen in Rockford (Illinois) statt. Durch den stetig wachsenden Zuspruch wurde auch dieser Platz zu klein, und so ging man 1970 nach Oshkosh, Wisconsin. Der ursprüngliche Name lautete The EAA Annual Convention and Fly-In. Ursprünglich war das ein Treffen der EAA Mitglieder. Als diese Beschränkung jedoch aufgehoben wurde, änderte man den Namen 1998 in EAA AirVenture Oshkosh.
Die Veranstaltung gilt als die größte Luftfahrtausstellung für Privatflugzeuge. Über 800 Aussteller, bis zu 16.000 Flugzeuge und über 600.000 Besucher wurden registriert. Der Kontrollturm des Flughafens gilt während der Veranstaltung als der mit den meisten kontrollierten Flugbewegungen weltweit.